# Ricardo Carballo Calero
Ricardo Carballo Calero, o Ricardo Carvalho Calero -nombre con el que firmó sus obras desde 1981 hasta su fallecimiento-, (Ferrol, La Coruña; 30 de octubre de 1910 - Santiago de Compostela, La Coruña; 25 de marzo de 1990) fue un filólogo y escritor español, maestro de varias generaciones, licenciado en Derecho y en Filosofía y Letras por la Universidad de Santiago de Compostela y Doctor por la Universidad de Madrid. Miembro numerario de la Real Academia Gallega, fue el primer catedrático de Lingüística y Literatura Gallega de la Universidad de Santiago. Está considerado el gran pensador del reintegracionismo, siendo miembro de la Academia de las Ciencias de Lisboa desde 1981 y miembro de honor de la Associaçom Galega da Língua

## Vida
Nació el 30 de octubre de 1910 en el número 51 de la calle San Francisco del histórico barrio portuario de Ferrol Vello. Tras cursar el Bachillerato en Ferrol, se trasladó a Santiago de Compostela en 1926 para estudiar Derecho y Filosofía y Letras y cumplir con el servicio militar. Ahí entró en contacto con el galleguismo y con los movimientos culturales de la época, especialmente con el Seminario de Estudos Galegos. Fue este un momento de intensa militancia política de Carballo Calero, integrado en el movimiento nacionalista y tomando parte en el activismo estudiantil en la Federación Universitaria Escolar, de la que llega a ser presidente. En 1931 participó en la creación del Partido Galeguista y contribuyó al anteproyecto de Estatuto de Autonomía de Galicia de 1936. De 1933 a 1936 vuelve a Ferrol y gana la plaza de auxiliar administrativo en el ayuntamiento de la ciudad, y se casa con María Ignacia Ramos, licenciada en historia y compañera de estudios universitarios.
En estos años contribuyó con numerosas colaboraciones a las más destacadas revistas literarias (A Nosa Terra, Nós, Guion, Galiza, Resol, Universitarios, Papel de Color) e inició la publicación de sus libros poéticos, primero en castellano y después en gallego.
Estudió por libre la carrera de Filosofía y Letras, licenciándose en 1936 por la Universidad de Santiago de Compostela, participando al mismo tiempo activamente en el movimiento galleguista tanto a nivel local como nacional, siendo nombrado presidente del partido en Ferrol.
La sublevación del 18 de julio de 1936 le sorprendió en Madrid en el momento en que concurría a las pruebas para profesor de instituto en Lengua y Literatura Española. Carballo Calero se mantuvo fiel a la República, en el batallón Félix Bárzana de la FETE-UGT, el sindicato en el que Calero militaba, con el grado de teniente y participó en la defensa de Madrid. Una vez terminado el conflicto, fue condenado en consejo de guerra a 12 años por separatista y recluido en la cárcel de Jaén. En 1941 salió en libertad provisional y regresó a su ciudad natal. Imposibilitado para ejercer la función pública, el filántropo y empresario gallego Antonio Fernández López le ofreció la posibilidad de refugiarse en la educación privada (entre 1950 y 1965) en el Colegio Fingoy de Lugo, en el que ejerció como consejero delegado, pues no estaba autorizado para ser director.

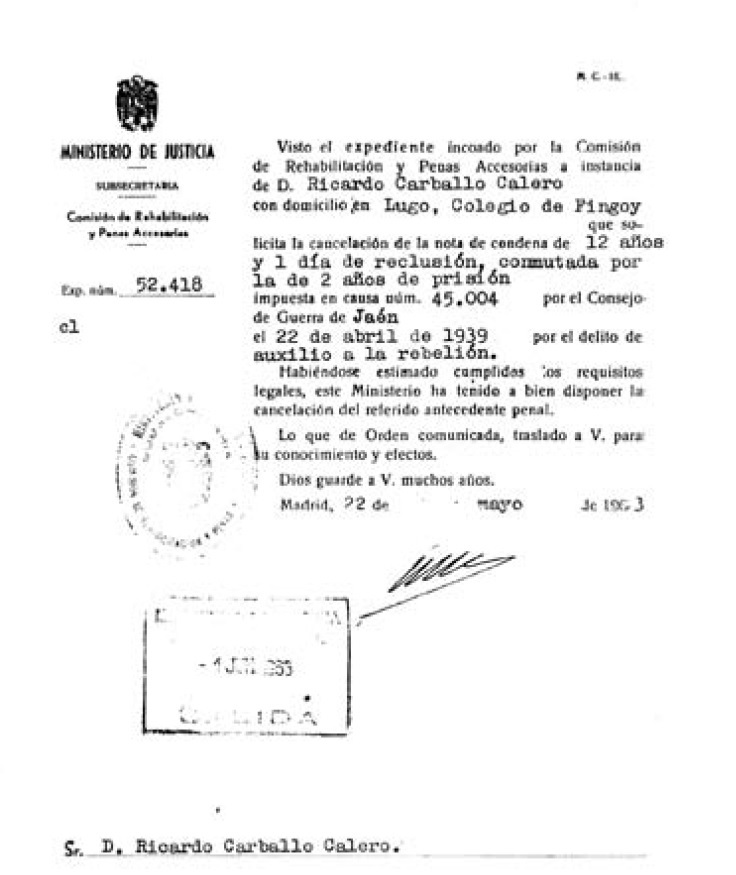

Restableció los contactos con los galleguistas que se habían quedado en el país, muy especialmente con Francisco Fernández del Riego, con quien había mantenido correspondencia desde la cárcel. Paralelamente a su labor docente, desarrolló en estos años un importantísimo trabajo investigador —iniciado con su tesis de doctoramiento, Aportaciones a la literatura gallega contemporánea (1955, premio extraordinario) — que tuvo como fruto más valioso la publicación en 1963 de la Historia da literatura galega contemporánea. Fue miembro de la Real Academia Gallega a partir de 1958. En 1965 se le autorizó a ejercer la educación pública como agregado de instituto en el Liceo Rosalía de Castro, de Santiago de Compostela, al mismo tiempo que comienza a impartir aulas de gallego en la universidad. Por fin, en 1972 accedió por oposición a la recién creada cátedra de Lingüística y Literatura Gallega. Los estudios de Carballo atañeron igualmente a la lengua. Recogiendo la herencia de los autores del primer Rexurdimento y los trabajos del profesor Rodrigues Lapa, Carballo Calero, preocupado por la coherencia histórico-lingüística del gallego a pesar de la férrea oposición que encontró en el camino, se mostró defensor de las tesis etimologistas que tendrían continuidad en el movimiento reintegracionista, hecho que le costaría ser marginado en los últimos años de su vida. Asimismo, desarrollaría una amplia labor como editor de los clásicos. Se jubiló en 1980 pero mantuvo su actividad creadora y siguió colaborando con diversas asociaciones. En 1987 obtuvo el Premio de la Crítica de narrativa gallega por su obra Scórpio.
Actualmente, la que había sido biblioteca personal de Ricardo Carballo Calero forma parte de los fondos bibliográficos del  Parlamento de Galicia desde 1997, año en el que fue adquirida junto con su archivo personal. La colección está formada por 4872 volúmenes de monografías y colecciones de 197 títulos de revistas.
Entre el heterogéneo material de la colección destacan documentos personales y docentes, correspondencia, dossieres y recortes de prensa, obra propia y ajena, así como material gráfico (láminas, mapas, planos y carteles). Los fondos están depositados en una de las salas de la biblioteca parlamentaria que lleva precisamente el nombre de “Sala Carballo Calero”.
En su memoria, un instituto de enseñanza secundaria, un centro cultural y un prestigioso certamen de narrativa y de investigación lingüística-literaria recuerdan su nombre en Ferrol. Además, existe un proyecto ampliamente demandado por la ciudadanía de Ferrol y por diversas instituciones públicas y privadas para rehabilitar su casa natal de la calle San Francisco y convertirla en una casa museo que divulgue la figura del escritor ferrolano.
El Consello da Cultura Galega con motivo de la celebración del Día das letras Galegas 2020 dedicadas a Ricardo Carballo Calero, editó la composición musical en forma de impromptu fantasía para soprano y piano del catedrático y compositor Miguel Brotóns con título Ferrol 1916. Composición inspirada en el poema homónimo perteneciente a la obra poética Futuro condicional de Ricardo Carballo Calero. El acto de estreno de la partitura tuvo lugar el 14 de octubre de 2020 en el teatro Jofre de Ferrol.

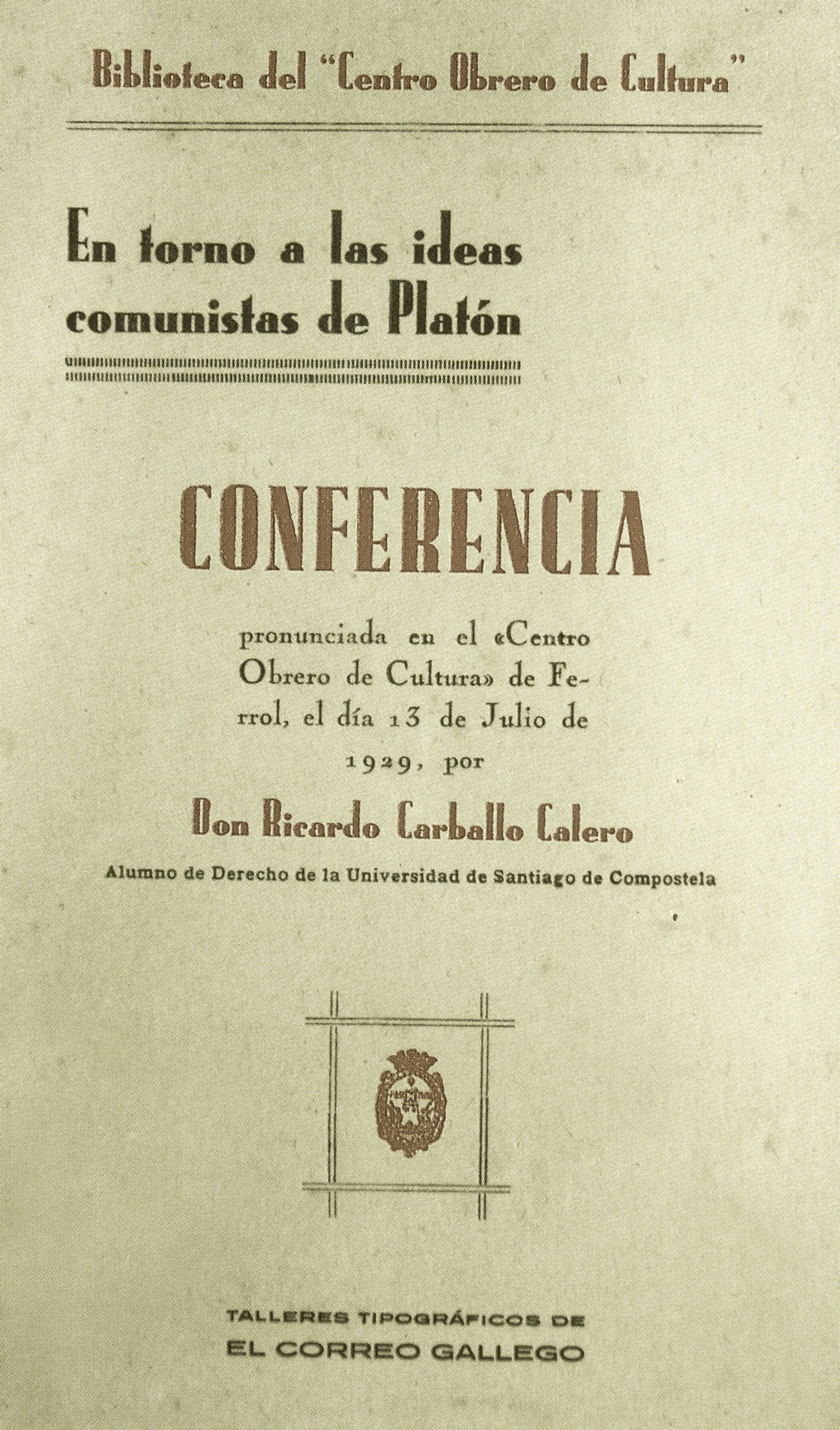
Ricardo Carballo Calero. "En torno a las ideas comunistas de Platón". 1929.

## Obras

### Poesía
- 1980 Pretérito imperfeito
- 1982 Futuro condicional

- 1986 Cantigas de amigo e outros poemas

- 1990 Reticências

### Teatro
- 1971 Catro pezas (contiene: A sombra de Orfeo, Farsa das zocas, A arbre e Auto do Prisioneiro)

### Narrativa
- 1951 Xente da Barreira.
- 1987 Scórpio.

### Ensayo
- 1955 Sete poetas galegos.

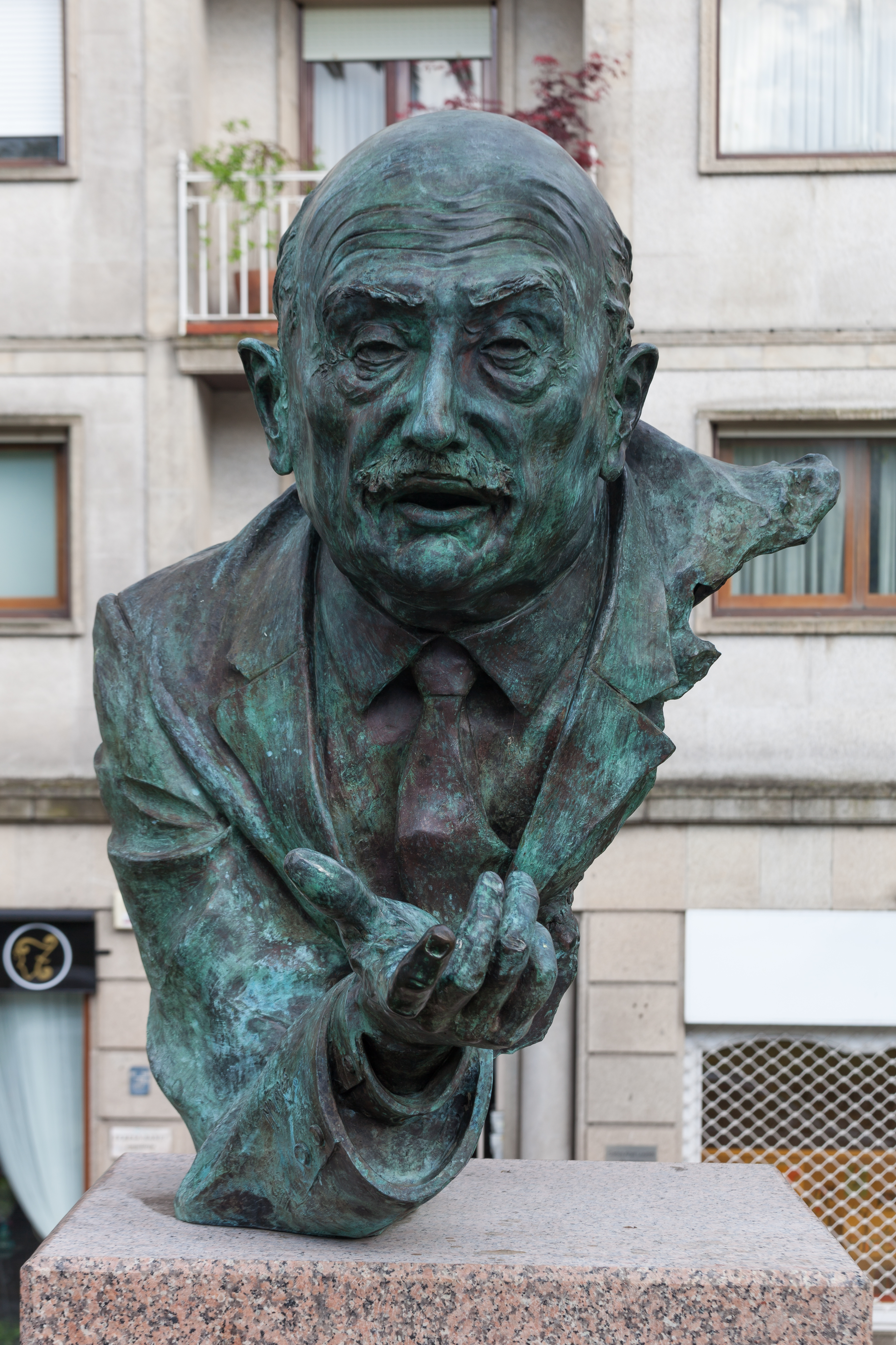
Busto en Santiago de Compostela, por José Molares.

- 1981 Versos iñorados e ou esquecidos de Eduardo Pondal.
- 1963 História da Literatura Galega Contemporánea, (reediciones en 1975 y 1976).
- 1966 Gramática elemental del gallego común.
- 1966 Brevario antológico de la literatura gallega contemporánea.
- 1969 Edición de Cantares gallegos de Rosalía de Castro.
- 1970 Libros e autores galegos: dos trovadores a Valle Inclán.
- 1971 Sobre lingua e literatura galega.
- 1972 Particularidades morfológicas del lenguaje de Rosalía de Castro.
- 1972 Poesías de Rosalía de Castro, con L. Fontoira Surís.
- 1977 Estudos rosalianos.
- 1981 Problemas da Língua Galega.
- 1983 Da Fala e da Escrita.
- 1984 Letras Galegas.
- 1989 Escritos sobre Castelao.
- 1990 Do Galego e da Galiza, (póstumo).
- 1992 Umha voz na Galiza, (póstumo).